# كيرك أندرسون
كيرك أندرسون (بالإنجليزية: Kirk Anderson)‏ هو قاضي جامايكي، ولد في 20 أبريل 1967.